# Сираджгандж (округ)
Сираджгандж (бенг. সিরাজগঞ্জ জেলা, англ. Sirajganj District) — округ в центральной части Бангладеш, в области Раджшахи.

## История
Образован в 1984 году.

## География
Административный центр — город Сираджгандж. Площадь округа — 2498 км².

## Демография
По данным переписи 2001 года население округа составляло 2 707 011 человек. Уровень грамотности взрослого населения составлял 27 %, что значительно ниже среднего уровня по Бангладеш (43,1 %). 92 % населения округа исповедовало ислам, 6,5 % — индуизм.

## Административно-территориальное деление
Округ состоит из 9 подокругов (упазил):
1. Сираджгандж-Садар (Сираджгандж)
2. Белкучи (Белкучи)
3. Чаухали (Чаухали)
4. Камаркханда (Камаркханда)
5. Казипур (Казипур)
6. Райгандж (Райгандж)
7. Шахзадпур (Шахзадпур)
8. Тараш (Тараш)
9. Уллахпара (Уллахпара)